# 4246 Telemann
4246 Telemann је астероид главног астероидног појаса чија средња удаљеност од Сунца износи 2,215 астрономских јединица (АЈ).
Апсолутна магнитуда астероида је 13,5.